# Pa’o Karen jezik
Pa’o jezik (ISO 639-3: blk; crnokarenski; black karen, sjeverni taungthu, pa oh, pa’o, pa-o, pa-u), tibetsko-burmanski jezik uže karenske skupine, kojim govori oko 560 000 ljudi u Burmi (1983), na jugozapadu države Shan i istočnio od zaljeva Martaban i svega 740 Tajlandu (2000), provincija Maehongson ili Mae Hong Son (tajski แม่ฮ่องสอน).
Podklasificiran je podskupini pa'o čiji je jedini predstavnik. Etnička grupa se naziva Crni Kareni ili Pa'o. Postoje dva dijalekta južni u Burmi i sjeverni pa'o u Tajlandu. Piše se burmanskim pismom.

## Vanjske poveznice
- Ethnologue (14th)
- Ethnologue (15th)